# Episcopal Diocese of Massachusetts

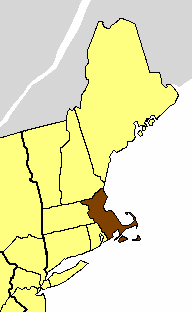
Lage des episkopalischen Bistums Massachusetts

Die Episcopal Diocese of Massachusetts ist eines der neun ursprünglichen Bistümer der Episcopal Church in the USA. Es besteht aus 194 Kirchengemeinden mit insgesamt 77.000 Mitgliedern.
Die Kolonie von Massachusetts wurde durch Puritaner begründet, die wesentliche Aspekte der Church of England, wie zum Beispiel Bischöfe und das Book of Common Prayer, ablehnten. Die erste anglikanische Gemeinde in der Massachusetts Bay Colony war King’s Chapel in Boston, gegründet 1688, 58 Jahre nach der Stadt. Nach der Amerikanischen Revolution wurde King’s Chapel jedoch zur ersten unitarischen Gemeinde Nordamerikas, so dass die älteste verbleibende Gemeinde des Bistums nunmehr St. Paul’s in Newburyport ist, die 1711 gegründet wurde.
Die Diözese wurde 1784 organisiert, fünf Jahre vor Gründung der Episkopalkirche selbst. Der erste Bischof wurde jedoch erst 1795 geweiht.
Heute ist es eins der größten Bistümer der Kirche, was die Zahl der Mitglieder angeht. Geografisch umfasst es den Teil von Massachusetts, der östlich von Worcester County liegt.
Das Bistum war das erste in der Anglikanischen Gemeinschaft, das eine Frau zum Bischofsamt wählte: Barbara Harris ist 1989 Weihbischöfin des Bistums geworden.
Der amtierende Diözesanbischof ist der Right Reverend M. Thomas Shaw. Er wurde zum Bischof Koadjutor 1994 geweiht und folgte David Elliot Johnson im Amt, als dieser im Januar 1995 verstarb.
Die Diözese neigte traditionell zur Low Church Tradition; es gibt jedoch einige anglo-katholische Gemeinden, von denen die Church of the Advent in Boston am bekanntesten ist. Die bekannteste Low-Church-Gemeinde ist die Dreifaltigkeitskirche auf dem Copley Square in Boston.
- Bischofssitz ist Boston.
- Die Episcopal Divinity School befindet sich in diesem Bistum. Viele Mitglieder des Diözesanklerus sind Absolventen der EDS.

## Bischöfe
1. Edward Bass (1797–1803)
2. Samuel Parker (1804–1804)
3. Alexander Viets Griswold, (1811–1843) (5. Presiding Bishop der Episkopalkirche)
4. Manton Eastburn, (Koadjutor, 1842; Diözesanbischof, 1843–1872)
5. Benjamin Henry Paddock, (1873–1891)
6. Phillips Brooks (1891–1893)
7. William Lawrence (1893–1927)
8. Charles Lewis Slattery, (Koadjutor, 1922; Diözesanbischof, 1927–1930)
9. Henry Knox Sherrill, (1930–1947) (20. Presiding Bishop der Episkopalkirche)
10. Norman Burdett Nash, (Koadjutor, 1947; Diözesanbischof, 1947–1956)
11. Anson Phelps Stokes, Jr., (Koadjutor, 1954; Diözesanbischof, 1956–1970)
12. John Melville Burgess (Suffraganbischof, 1962–1969; Koadjutor, 1969; Diözesanbischof, 1970–1975)
13. John Bowen Coburn (1976–1986)
14. David Elliot Johnson (Koadjutor, 1985; Diözesanbischof, 1986–1995)
15. M. Thomas Shaw, SSJE, (Koadjutor, 1994; Diözesanbischof, 1995–2014)
16. Alan M. Gates (2014–heute)

Diözesanbüros befinden sich bei 138 Tremont Street, neben der Cathedral Church of St. Paul.